# Barone Hardinge di Penshurst

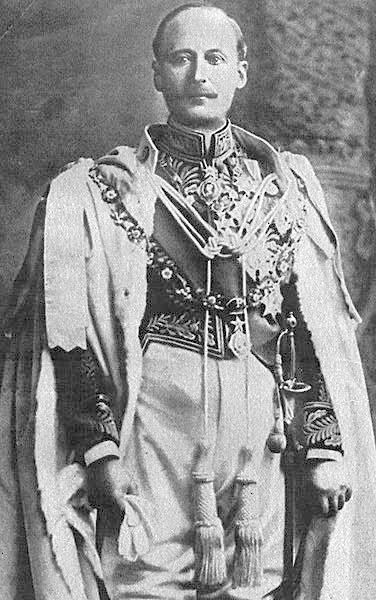
Charles Hardinge, I barone Hardinge di Penshurst

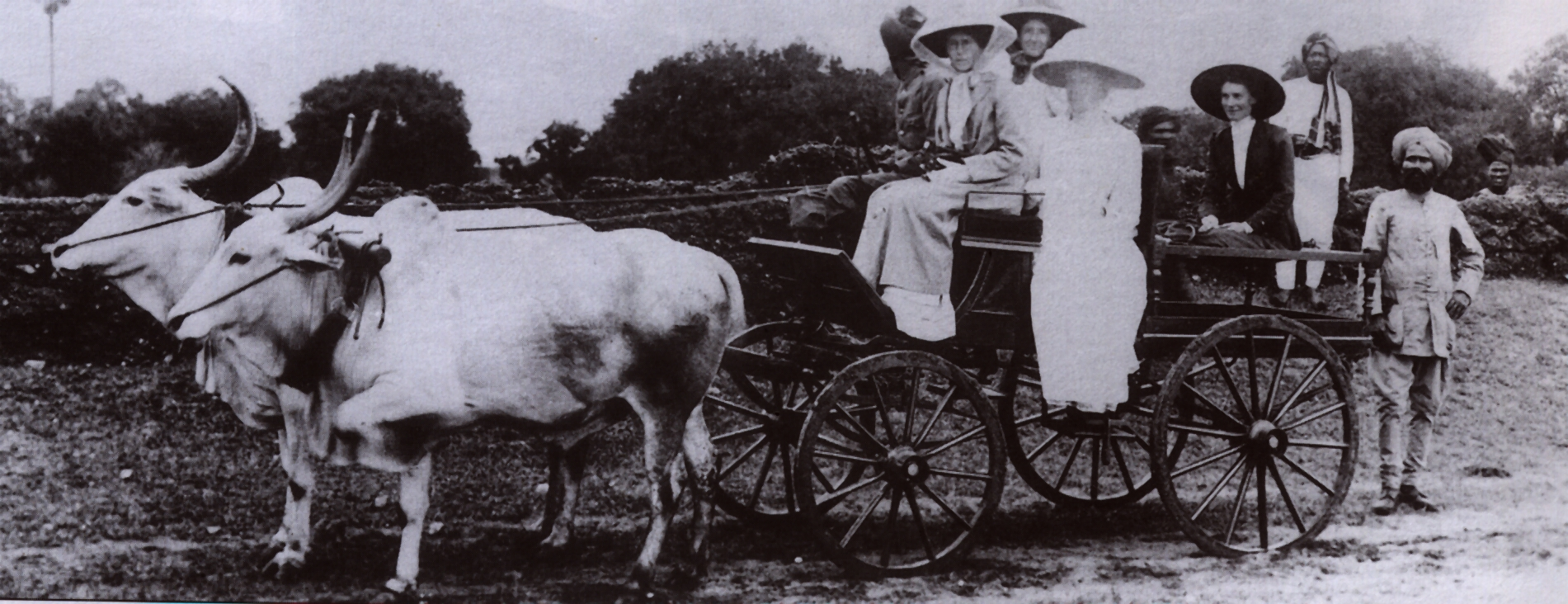
La famiglia Hardinge sul di un carro a buoi nello stato dell'Hyderabad nel 1911 durante l'incoronazione di Asaf Jah VII

Barone Hardinge di Penshurst, nella contea di Kent, è un titolo della Parìa del Regno Unito.

## Storia
Il titolo di Barone Hardinge di Penshurst venne creato nel 1910 per il diplomatico Sir Charles Hardinge, Viceré e Governatore generale dell'India dal 1910 al 1916. Egli era il figlio secondogenito di Charles Hardinge, II visconte Hardinge. Suo figlio, il secondo barone, fu segretario privato di re Edoardo VIII del Regno Unito e di Giorgio VI del Regno Unito. Attualmente il titolo viene mantenuto dagli eredi di questo assieme alla baronettia di Lurran.

## Baroni Hardinge di Penshurst (1910)
- Charles Hardinge, I barone Hardinge di Penshurst (1858–1944)
- Alexander Henry Louis Hardinge, II barone Hardinge di Penshurst (1894–1960)
- George Edward Charles Hardinge, III barone Hardinge di Penshurst (1921–1997)
- Julian Alexander Hardinge, IV barone Hardinge di Penshurst (n. 1945)